# AF-nest
"AF-Nest" ou "Ninho de FA" é um ponto da parede atrial do coração que apresenta características elétricas peculiares e funciona como um "multiplicador" da fibrilação atrial (1). Uma das técnicas atualmente existentes para tratar definitivamente a fibrilação atrial baseia-se na termo-coagulação dos "AF-Nests" ou dos "Ninhos de FA". Diversas evidências têm mostrado que os "Ninhos de FA" representam o verdadeiro substrato da fibrilação atrial. Um número elevado de condições congênitas e adquiridas podem dar origem a este tipo de tecido. Quanto maior o número de "Ninhos de FA" maior a facilidade de início e de manutenção da arritmia. Apesar dos "Ninhos de FA" serem fundamentais na fisiopatologia desta arritmia a manutenção da mesma depende de vários fatores, entre eles, a "Taquicardia de Background" que é uma taquicardia por reentrada que existe mesmo durante a FA e que mantém uma alta taxa de resposta dos "Ninhos de FA". Esta taquicardia tem um mecanismo peculiar de "proteção" que impede que seja revertida pela grande quantidade de estímulos gerados pela própria FA.